# 陈撰
陈撰（1678年—1758年），字楞山，号玉几、玉几山人等，浙江鄞县（今宁波鄞州区）人，清朝乾隆年间学者、画家、诗人、文学家、收藏家。

## 生平
浙江鄞县（今宁波鄞州区）人，曾寓居钱塘（今浙江杭州）。常游走与江淮间，并流寓扬州，遂归为“扬州八怪”画家群体之一员，亦被称为扬州八怪中唯一不以卖书画为生计的画家。
早年投靠銮江项氏，但项氏不久家道中落。随后又馆于筱园主人程梦星。晚年因江都江春（号鹤亭）的邀请，入康山草堂，直到逝世。性格孤僻，洁身自好，与达官显贵甚疏远。
乾隆元年（1736年），因学识名于江淮，被荐举作博学鸿词科，但陈撰拒不应试，却寄寓江都玉几山房，专心书画收藏鉴赏。所藏书画颇富。
与汪士慎、高翔、万鹗等文人画家交好，常在扬州马曰琯小玲珑山馆友聚，赋诗作画。

## 画

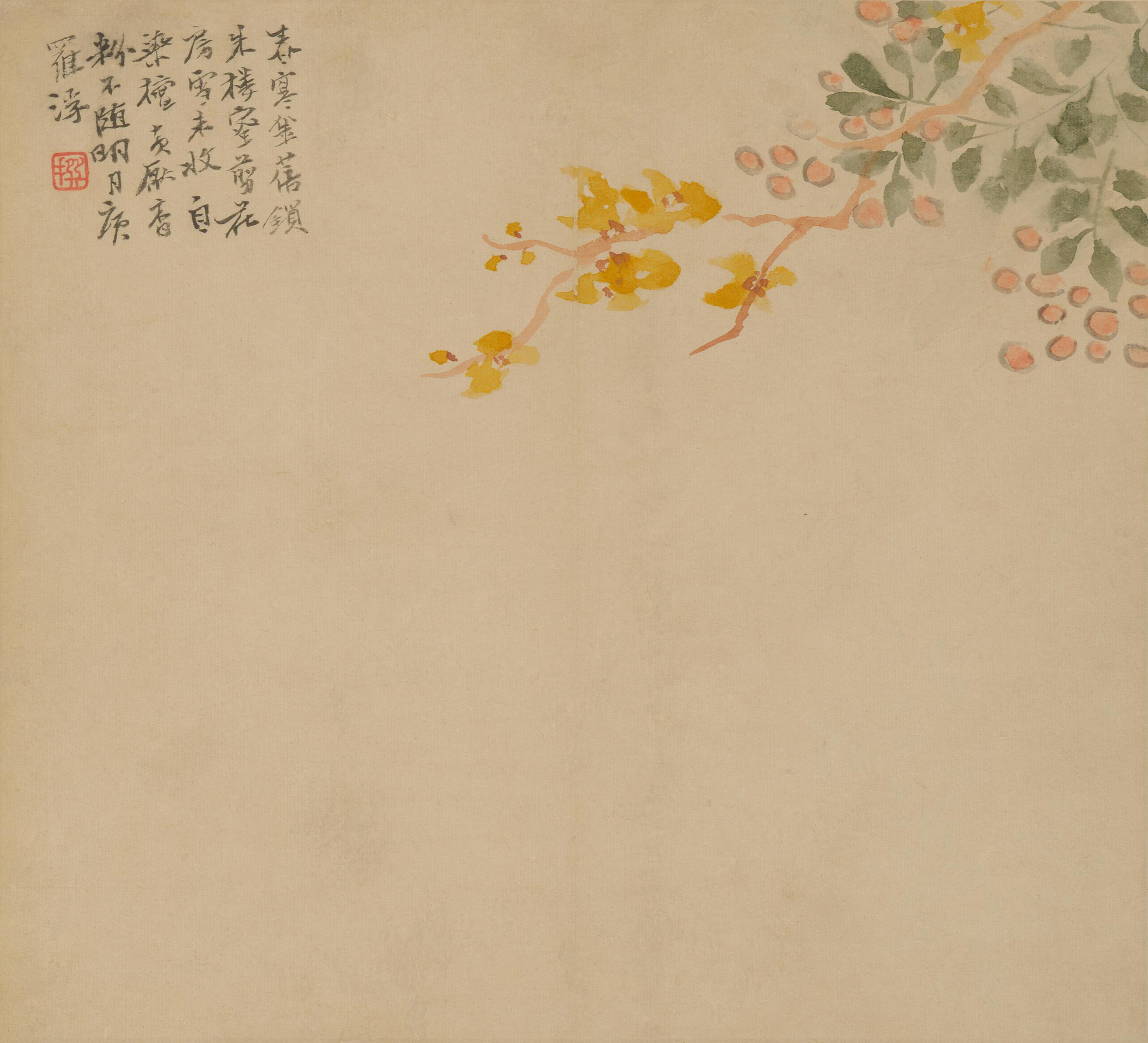
陈撰绘腊梅图

擅长作花鸟画，格调超逸，气氛清雅，尤擅长画梅花。与李鳝齐名，世并称“复堂玉几”。兼通山水画，并擅长临摹历代名画。

## 文学
工于诗文，早年求教于古文大家毛奇龄，为其入室弟子。诗如其画，意境高逸。

## 著作
- 《绣绞集》
- 《玉几山房诗集》
- 《玉几山房画外集》